# Битва за Агдам
Битва за Агдам (азерб. Ağdam uğrunda döyüş; арм. Աղդամի ճակատամարտ) (июнь — июль 1993) — эпизод Карабахского конфликта, в ходе которого 23 июля 1993 года вооружённые силы непризнанной НКР установили контроль над городом Агдам.
В ходе штурма города армянскими силами неоднократно нарушались правила ведения войны (захват заложников, неизбирательные обстрелы, насильственное перемещение гражданских лиц). После захвата города по приказу властей НКР была осуществлена акция по разграблению и поджогам зданий.

## Предыстория
В начале 1988 года город получил известность на фоне выступлений армянского населения соседней НКАО с требованием отделения от Азербайджанской ССР, вызвавших крайне негативный отклик у их соседей-азербайджанцев. 22 февраля многочисленная толпа жителей Агдама направилась в Степанакерт — центр НКАО — для «наведения порядка». В районе населённого пункта Аскеран произошло их столкновение с милицейско-войсковыми кордонами, выставленными на пути их следования. В результате 50 человек получили телесные повреждения, два азербайджанца погибли. Убитые стали первыми жертвами разворачивавшегося Карабахского конфликта.
Весной и осенью 1988 года напряжение в обществе и вражда между азербайджанским и армянским населением возрастали с каждым днём. После сумгаитских погромов началось массовое выдавливание азербайджанцев из Армении и армян из Азербайджана. 21 сентября в НКАО и Агдамском районе АзССР были введены особое положение и комендантский час. 18 ноября Верховный суд СССР приговорил одного из подсудимых по сумгаитским делам к смертной казни. Это решение привело к массовым погромам, сопровождавшимся насилием и убийствами мирных граждан во всех городах АзССР с армянским населением и вызвавшим ответную реакцию в отношении азербайджанцев в Армении. Сотни тысяч жителей Азербайджана и Армении, вынужденных покинуть места своего постоянного проживания, образовали два встречных потока беженцев. К началу 1989 года была в целом завершена депортация азербайджанцев из Армении и армян из сельских районов Азербайджана (кроме Нагорного Карабаха). 15 января 1990 года Президиум Верховного Совета СССР ввёл чрезвычайное положение в НКАО и приграничных с ней районах Азербайджанской ССР.
С распадом СССР и началом Первой карабахской войны под контроль Азербайджана в результате раздела имущества Советской армии помимо военной техники перешли и склады боеприпасов, в числе которых был окружной военный склад в г. Агдам. Руководство азербайджанской армии сосредоточило в Агдаме большое количество артиллерии, которая использовалась при обстрелах Аскеранского, Мартакертского и Мартунинского районов НКР. Обстрелы из Агдама усилились начиная с марта 1993 года
К середине 1993 года азербайджанские силы утратили контроль над территорией бывшей Нагорно-Карабахской автономной области. 10 июня поднявший мятеж полковник Сурет Гусейнов, базировавшийся в Гяндже, снял подчинённые ему войска с карабахского фронта и двинулся на столицу, требуя смены политического руководства. События в Баку ещё больше ослабили азербайджанскую армию и поставили под сомнение способность Азербайджанского правительства контролировать свои вооружённые силы. Воспользовавшись этим, армянские формирования 12 июня начали наступление на Агдам.

## Ход битвы
Армянские части 4 раза штурмовали Агдам: 12 июня, 15—18 июня, 3 июля и 15—23 июля.
Первое наступление армии НКР на Мартунийский оборонительный район провалилось, но позже стало ясно, что это был отвлекающий бросок. В ходе первого наступления погиб армянский полевой командир Монте Мелконян.
В ходе второго штурма армия НКР захватила ряд сёл в окрестностях Агдама: Алимадатли, Кюрдляр, Моллалар, Галайчылар, Алиагалы и ряд стратегических высот, но в результате контрнаступления азербайджанским силам удалось вернуть прежние позиции. Впоследствии, 25 июня, армяне блокировали стратегическую дорогу Мардакерт—Агдам, по которой шло снабжение Агдама. Утрата Азербайджаном Мардакерта 27 июня также осложнила позиции защитников Агдама.
Во время третьего наступления, армяне захватили ряд сел (Ахмедлар, Кюрдлар, Марзили, Кызыл Кенгерли, Максудлу, Талышлар, Чухурмахлы, и Хрдрлу), вышли к окраинам Агдама, но штурм был отбит азербайджанцами, и ряд населённых пунктов (Ахмедлар, Кызыл Кенгерли, Максудлу, Чухурмахлы и Хрдрлу) вновь вернулся под контроль азербайджанских сил.
К 5 июля город был практически окружён карабахскими армянами и подвергался интенсивным артиллерийским обстрелам. Из Агдама была открыта только одна дорога, по которой азербайджанцы массово бежали на восток, используя всё, что могло передвигаться: легковые автомобили, грузовики, тракторы с прицепами, конные повозки.
Между третьим и четвёртым штурмом в рядах защитников Агдама наметились разногласия, вызванные отставкой лидера Народного фронта Азербайджана президента Эльчибея с президентского поста: сторонники директора Агдамского комбината стройматериалов Гасыма Керимова свергли действующего главу исполнительной власти Надира Исмаилова.
Во время четвёртого штурма, который продлился менее трёх суток, армяне взяли Агдам в кольцо, захватили стратегические высоты и начали прямой наводкой расстреливать город. В начале штурма, 21 июля, с целью подавления огневых точек противника на агдамском направлении бойцы Мартунинского оборонительного района (ОР) в течение одного дня выбили азербайджанцев из населённых пунктов Кюрдляр и Шелли. 22 июля бойцы Аскеранского ОР подошли к «Памятнику победы» Агдама. Подразделения Мартунинского ОР, наступая в направлении села Новрузлу, заняли село Исмаилбейли, бои шли у села Юсуфджанлу. Азербайджанские военные взорвали мост, после чего наступление на этом участке было приостановлено. В тот же день Армия обороны НКР провела артподготовку, после чего в наступление пошли мотострелковые подразделения, поддержанные двумя танковыми батальонами и несколькими вертолётами.
23 июля подразделения Армии обороны НКР, наступая с трёх сторон — с юга (части Мартунинского ОР), с юго-запада (части Аскеранского ОР) и северо-запада (главные силы в том числе 1-й, 2-й, 3-й отдельные батальоны), вошли в Агдам. В нескольких местах азербайджанские части оказали яростное сопротивление — в частности, у дороги на Барду. 4-й и 5-й батальоны армян вместе с подразделениями Мартунинского и Аскеранского ОР заняли близлежащие сёла. Агдамская группировка азербайджанской армии была разбита. В результате азербайджанские войска были вынуждены оставить город.

## Последствия
В результате проведённой армянскими силами операции была снята угроза обстрелов Степанакерта и вероятность прорыва азербайджанцев в Аскеранский район. Армяне получили возможность использования дороги Мартуни — Агдам — Мардакерт.
Несмотря на национальную мобилизацию, азербайджанским войскам удалось отбить лишь несколько сёл, но не сам город.
В течение следующих трёх месяцев армяне заняли ещё четыре азербайджанских района — Губадлинский, Джебраильский, Физулинский и Зангеланский, что привело к перемещению более 500 тысяч азербайджанских мирных жителей. Несколько населённых пунктов обезлюдели, остальные были заселены переселенцами из бывшей НКАО.

## Международная реакция
Совет безопасности ООН 29 июля принял резолюцию 853, осуждающую захват Агдамского района, потребовав «незамедлительного прекращения всех военных действий и немедленного, полного и безоговорочного вывода участвующих в конфликте оккупационных сил из Агдамского района и всех других недавно оккупированных районов Азербайджана».
Утверждалось, что Агдам использовался азербайджанской стороной как база для артиллерийских обстрелов территории, контролировавшейся армянскими силами, однако в докладе председателя Минской группы, Марио Рафаэлли, указывалось, что захват Агдама нельзя оправдать с точки зрения самообороны: положение на фронте было таковым, что Агдам не представлял серьёзной опасности для Нагорного Карабаха. Кроме того, захват Агдама, по его словам, полностью противоречил представленным в прошлом заверениям армян Нагорного Карабаха в том, что они сохраняют приверженность к мирному урегулированию конфликта, и, в частности, что у них нет намерений занимать Агдам.
МИД Российской Федерации в своём заявлении осудил захват Агдама. Государственный департамент США также осудил захват Агдама и призвал к полному и безоговорочному выводу армянских сил.
После битвы при Агдаме 25 июля власти Армении и Азербайджана объявили о прекращении огня.